# Polyxène devant le tombeau d'Achille
Polyxène devant le tombeau d'Achille (en italien, Polissena davanti alla tomba di Achille), est un tableau de l'artiste Giovanni Battista Pittoni, réalisé vers 1793. Cette peinture est le pendant de La Continence de Scipion de Pittoni toujours  exposée au Musée du Louvre à Paris.

## Histoire
Le sacrifice de Polyxène fait l'objet de nombreuses peintures de Giovanni Battista Pittoni. La scène représente Néoptolème, fils d'Achille, qui ordonne l'immolation de la jeune princesse troyenne sur la tombe du père.